# Lycée français de Düsseldorf
 (avril 2025).
La mise en forme du texte ne suit pas les recommandations de Wikipédia : il faut le « wikifier ».
Les points d'amélioration suivants sont les cas les plus fréquents. Le détail des points à revoir est peut-être précisé sur la page de discussion.
- Les titres sont pré-formatés par le logiciel. Ils ne sont ni en capitales, ni en gras.
- Le texte ne doit pas être écrit en capitales (les noms de famille non plus), ni en gras, ni en italique, ni en « petit »…
- Le gras n'est utilisé que pour surligner le titre de l'article dans l'introduction, une seule fois.
- L'italique est rarement utilisé : mots en langue étrangère, titres d'œuvres, noms de bateaux, etc.
- Les citations ne sont pas en italique mais en corps de texte normal. Elles sont entourées par des guillemets français : « et ».
- Les listes à puces sont à éviter, des paragraphes rédigés étant largement préférés. Les tableaux sont à réserver à la présentation de données structurées (résultats, etc.).
- Les appels de note de bas de page (petits chiffres en exposant, introduits par l'outil «  Source ») sont à placer entre la fin de phrase et le point final[comme ça].
- Les liens internes (vers d'autres articles de Wikipédia) sont à choisir avec parcimonie. Créez des liens vers des articles approfondissant le sujet. Les termes génériques sans rapport avec le sujet sont à éviter, ainsi que les répétitions de liens vers un même terme.
- Les liens externes sont à placer uniquement dans une section « Liens externes », à la fin de l'article. Ces liens sont à choisir avec parcimonie suivant les règles définies. Si un lien sert de source à l'article, son insertion dans le texte est à faire par les notes de bas de page.
- La présentation des références doit suivre les conventions bibliographiques. Il est recommandé d'utiliser les modèles {{Ouvrage}}, {{Chapitre}}, {{Article}}, {{Lien web}} et/ou {{Bibliographie}}. Le mode d'édition visuel peut mettre en forme automatiquement les références.
- Insérer une infobox (cadre d'informations à droite) n'est pas obligatoire pour parachever la mise en page.

Pour une aide détaillée, merci de consulter Aide:Wikification.
Si vous pensez que ces points ont été résolus, vous pouvez retirer ce bandeau et améliorer la mise en forme d'un autre article.
 (avril 2025).
Motif : Manque de sources secondaires centrées ; les sources citées sont principalement le site du lycée
- Archive Wikiwix
- Bing
- Cairn
- DuckDuckGo
- E. Universalis
- Gallica
- Google
- G. Books
- G. News
- G. Scholar
- Persée
- Qwant
- (zh) Baidu
- (ru) Yandex
- (wd) trouver des œuvres sur Wikidata

| 1. | Préciser le motif de la pose du bandeau. | Précisez le motif de la pose du bandeau en utilisant la syntaxe suivante : {{admissibilité à vérifier\|date=août 2025\|motif=remplacez ce texte par le motif}}                                    |
| 2. | Informer les utilisateurs concernés.     | Pensez à avertir le créateur de l'article, par exemple, en insérant le code ci-dessous sur sa page de discussion : {{subst:avertissement admissibilité à vérifier\|Lycée français de Düsseldorf}} |

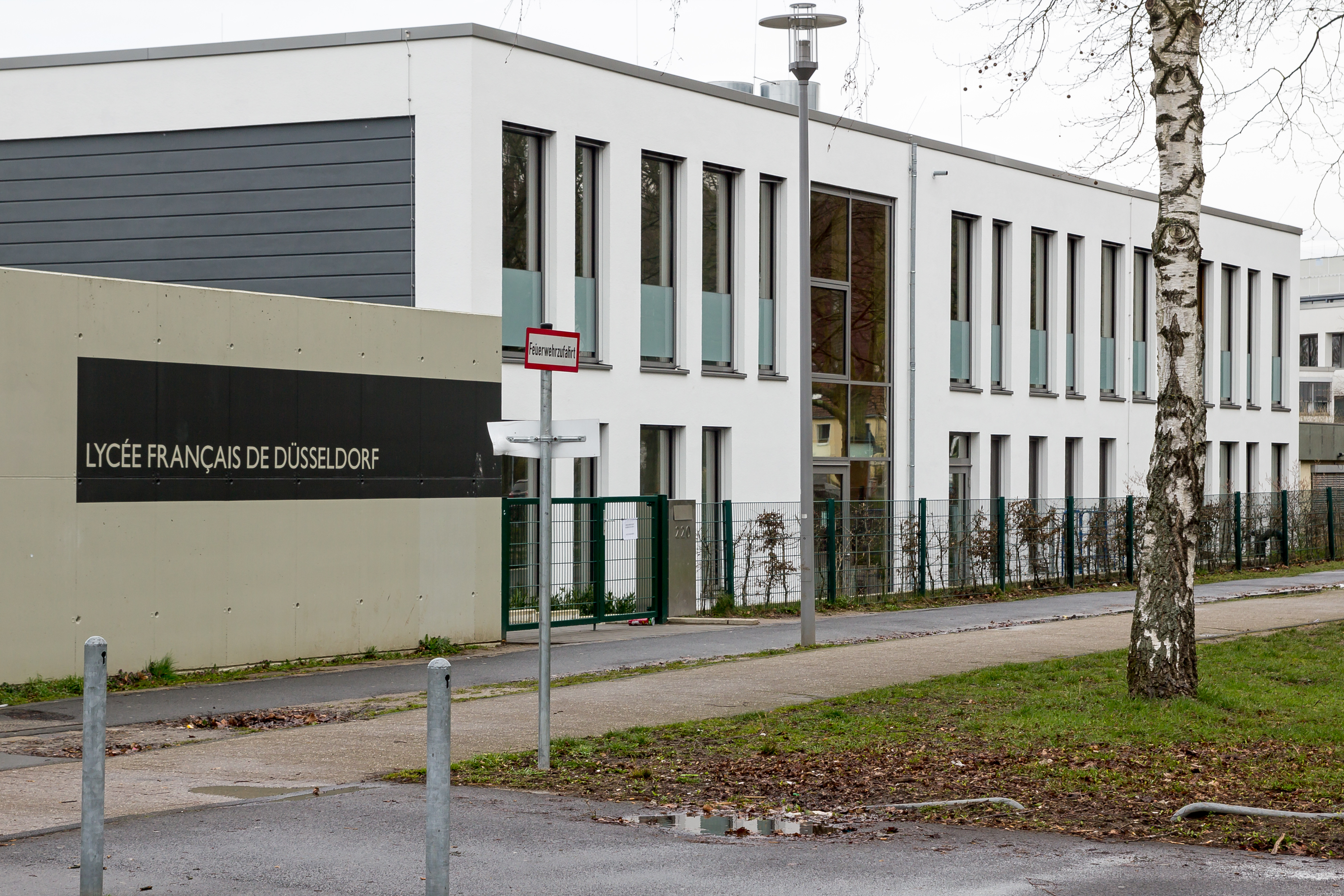
Lycée Français de Düsseldorf

Le Lycée français international Simone Veil (anciennement nommé "Lycée français de Düsseldorf" jusqu'en 2022) est une école internationale française située dans la ville allemande de Düsseldorf. Les classes disponibles vont de la petite section à la terminale. L'école a été créée en 1962 et compte plus de 625 élèves lors de l'année scolaire 2024-2025.
L'école est en coopération avec le réseau de l'éducation française à l'étranger AEFE et est dirigée par le directeur François Dillenschneider. Elle est aussi l'une des deux seules écoles düsseldorfoises à proposer l'abibac.

## Histoire
En 1962, grâce à un petit groupe de parents, quinze enfants font leur première rentrée scolaire dans une salle dédiée à leur enseignement située dans le jardin du Consulat français. C'est la naissance de l'école française.
Le 14 juillet 1985, fête nationale de la France, l'école a été victime d'un incendie criminel, les auteurs n'ont pas été identifiés et les motifs de cette attaque restent inconnus. Les bâtiments complètements dévastés ont été démolis et la reconstruction a commencé très rapidement, la reconstruction a été achevée en 1986. Les autorités de la ville ont soutenu l'école en lui apportant des secours.
En 1994, l'école a ouvert ses portes aux lycéens et, et suit à cette décision, l'école a construit un nouveau bâtiment avec huit salles de classe et un laboratoire.
En 2015, l'école devient de plus en plus grand, l'école décide de rénover les bâtiments de son lycée, un vieux bâtiment de 35 ans a été rénové et agrandi. Pendant ce temps là, plus de 552 élèves fréquentaient l'établissement, cependant l'établissement scolaire voyait le nombre d'élèves s'agrandir à 650 élèves dans les prochaines années.
En 2022, l'école a célébré son 60e anniversaire, dans le cadre de cet anniversaire, l'école a changé son nom en Lycée français international de Simone Veil en hommage à la femme politique française Simone Veil . C'est également la première école en collaboration avec l'institut d'enseignement français, l'aefe, à recevoir le label Schule ohne Rassismus - Schule mit Courage.
En mars 2025, à la suite de la croissance de nombre d'élèves, l'établissement scolaire ouvre 3 nouvelles salles de classes.
La croissance du nombre d'élèves est expliquée grâce aux dispositions d'enseignements pour les non-francophones.

## Statistiques
Lors de l'année scolaire 2024-2025, l'école comptait environ plus 625 élèves. Parmi ces 625 élèves, 42% avaient la nationalité française, 22% étaient binationaux français (souvent franco-allemand), 17% avaient la nationalité allemande, 19% avaient une autre nationalité que la nationalité allemande ou française.